# Octolasmis orthogonia
Octolasmis orthogonia is een rankpootkreeftensoort uit de familie van de Poecilasmatidae. De wetenschappelijke naam van de soort is voor het eerst geldig gepubliceerd in 1851 door Darwin.